# 2006 في السودان

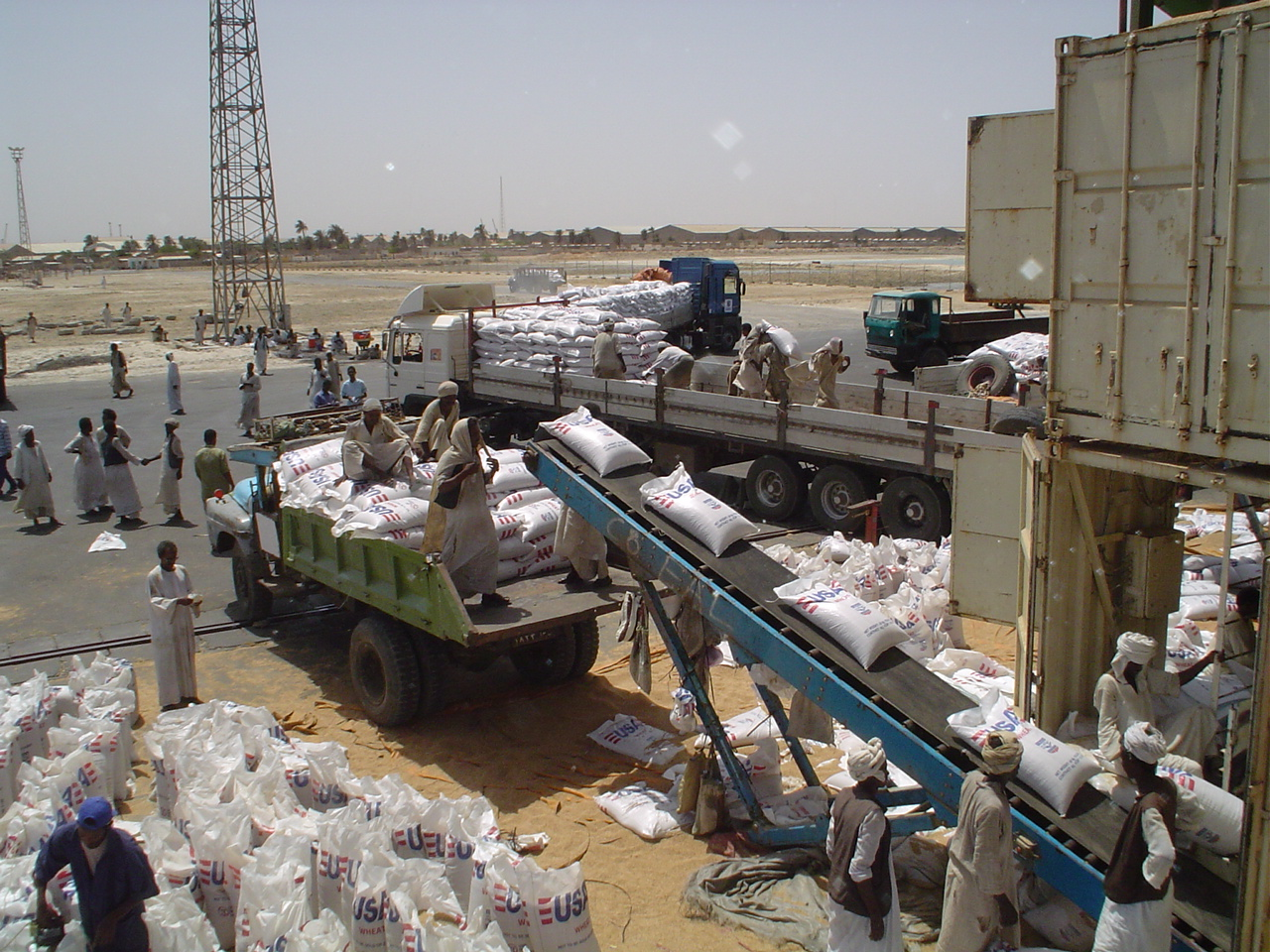

فيما يلي سرد للأحداث التي وقعت خلال عام 2006 في دولة السودان.

## شاغلي
- الرئيس : عمر البشير
- نائب الرئيس :
  - سلفا كير ميارديت (الأول)
  - علي عثمان طه (الثاني)

## أحداث

### مارس
- 3 مارس - كينيا والسودان، اللتان استكملت المحادثات التجارية التي استمرت منذ عام 2001 ، أعلنتا عن خطط لتوقيع اتفاقية تجارية تاريخية. [1]

### أبريل
- 9 أبريل - الرئيس النيجيري أوباسانجو ورئيس جمهورية الكونغو دينيس ساسو نغيسو يستضيفان محادثات في أبوجا بين الجماعات المتنافسة في دارفور على أمل تسريع عملية السلام. ومن بين الحاضرين السودانيين نائب الرئيس علي عثمان محمد طه ، وميني أركوا ميناوي، رئيس أقوى الفصائل في جيش تحرير السودان المقسوم، وخليل إبراهيم، زعيم حركة العدل والمساواة الأصغر. [2]

### قد
- 16 مايو - مجلس الأمن التابع للأمم المتحدة يصوت بالإجماع على بدء العملية التي من شأنها أن تؤدي إلى قيام قوة حفظ سلام تابعة للأمم المتحدة بتخفيف قوات حفظ السلام التابعة للاتحاد الأفريقي المحاصرة في منطقة دارفور التي تمزقها الحرب. حكومة السودان تعارض هذه الخطوة. [3]

### يونيو
- 3 يونيو / حزيران - نشرت هيومن رايتس ووتش شريط فيديو يظهر نائب رئيس جنوب السودان الدكتور ريك مشار تيني دورغون الذي يرشي عبادة زعيم المتمردين جوزيف كوني وثاني قائد له فينسنت أوتي من جيش الرب للمقاومة لعدم مهاجمة مواطني جنوب السودان. [4]
- 8 يونيو - وصل وفد من جيش الرب للمقاومة المتمرد إلى جوبا لإجراء محادثات سلام مع الحكومة الأوغندية يتوسط فيها ريك ماتشار، نائب رئيس جنوب السودان. [5]
- 25 يونيو - الحكومة السودانية تعلن رفع الحظر الجزئي على عمليات الأمم المتحدة في منطقة دارفور التي ضربها الصراع. جاء الحظر بعد أن اتهمت الحكومة الأمم المتحدة بنقل زعيم للمتمردين يعارض اتفاق السلام الأخير. [6]

### يوليو
- 14 يوليو - بدء المحادثات في جوبا بين وفود من جيش الرب للمقاومة والحكومة الأوغندية بهدف إنهاء النزاع المتمركز في أتشوليلاند. صرح رئيس الوفد الأوغندي، وزير الشؤون الداخلية الدكتور روهاكانا روجوندا بأن الحصول على وقف سريع لإطلاق النار هو من أولوياته. [7]

### أغسطس
- 8 أغسطس - كما أدى الرئيس التشادي إدريس ديبي اليمين الدستورية لولاية ثالثة ؛ وهو يعانق الرئيس السوداني عمر البشير، الذي كان يشرف قبل أيام قليلة على حملة للإطاحة بإدارة ديبي الثانية. [8]